# Висадка людини в Антарктиді

Перша офіційно задокументована висадка людини на Антарктичному континенті сталася 24 січня 1895 року. У цей день екіпаж норвезького китобійного судна «Антарктика», керованого Леонардом Крістенсеном та фінансованого Генріхом Буллом, вирішив відправити човен до берега материка біля мису Адер у північній частині землі Королеви Вікторії. У човні перебували шестеро чоловіків. З них четверо — Генріх Булл, Леонард Крістенсен, Карстен Борхгревінк та 17-річний новозеландський моряк Александер фон Тунзельман — ступили на континент практично одночасно. Новозеландці, звичайно, вважають фон Тунзельмана першопрохідцем Антарктиди. У 1998 році уряд Нової Зеландії офіційно назвав місце висадки Тунзельмана на берег «Точкою фон Тунзельмана».